# Тим Коки
Тим Коки (на английски: Tim Cockey) е американски писател, автор на произведения в жанровете трилър и криминален роман. Пише и под псевдонима Ричард Хоук (на английски: Richard Hawke).

## Биография и творчество
Тимоти „Тим“ Кент Коки е роден на 11 август 1955 г. в Балтимор, Мериленд, САЩ. Израства в родния си град и две години в Централна Флорида.
След завършване на колеж в Охайо се връща в Балтимор, където работи в отдела за рекламни продажби и дизайн на местен вестник, и под псевдоним като рецензент. После в продължение на четири години ръководи отдела за връзки с обществеността на Операта на Балтимор. Получава малка стипендия от Държавния съвет на изкуствата на Мериленд и се мести в Чапъл Хил, Северна Каролина, за да пише роман, който остава непубликуван. Получава награда за разказ и се мести в Ню Йорк. В Ню Йорк пише за телевизионните канали „ABC“ и „Hallmark Entertainment“.
През 2000 г. е публикуван първият му роман „Катафалката, с която ти дойде“ от хумористичната му криминална поредица „Хичкок Сюъл“. Главният герой Хичкок Сюъл е търсен погребален агент, но случайността го превръща детектив аматьор, въвлечен в поредица от опасности и престъпления, и той трябва с находчивост и решителност да разреши случаите, за да не се озове на собственото си погребение.
През 2006 г. е издаден първият му криминален трилър „Speak of the Devil“ (Разговор с дявола) от поредицата „Фриц Мелон“ под името Ричард Хоук.
Тим Коки живее в Ню Йорк.

## Произведения

### Като Тим Коки

#### Серия „Хичкок Сюъл“ (Hitchcock Sewell)
1. The Hearse You Came In On (2000) 
Катафалката, с която ти дойде, изд.: ИК „Бард“, София (2001), прев. Юлия Чернева
2. Hearse of a Different Color (2001)
3. The Hearse Case Scenario (2002)
4. Murder in the Hearse Degree (2003)
5. Backstabber (2004)

### Като Ричард Хоук

#### Самостоятелни романи
- House of Secrets (2010)

#### Серия „Фриц Мелон“ (Fritz Malone)
1. Speak of the Devil (2006)
2. Cold Day in Hell (2007)